# Шемлаку-Мік
Шемлаку-Мік (рум. Șemlacu Mic) — село у повіті Тіміш в Румунії. Адміністративно підпорядковане місту Гетая.
Село розташоване на відстані 382 км на захід від Бухареста, 47 км на південь від Тімішоари.

## Населення
За даними перепису населення 2002 року у селі проживали 198 осіб, усі — румуни. Рідною мовою 197 осіб (99,5%) назвали румунську.